# مسئله سه زندانی

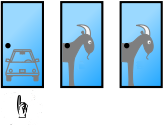
مسئله‌ی مونتی‌هال که تشابه زیادی به مساله ۳ زندانی دارد.

مسئله سه‌زندانی یکی از پارادوکس‌های معروف نظریه احتمالات است که زمانی که مطرح شد جنجال زیادی در بین پاسخ‌ دهندگان به وجود آورد.
این مسئله اولین بار در سال ۱۹۵۹ توسط مارتین گاردنر در مجلهٔ علمی Scientific American مطرح شد. بعدها پارادوکس معروف مونتی‌هال به بحث گذاشته شد که تشابه بسیاری با این مسئله داشت صرفاً با این تفاوت که به جای ماشین و گوزن، اعدام و بخشش وجود دارد.
همچنین عده‌ای معتقدند این مسئله بر پایه مسئله سه کارت است.

## مسئله
صورت این مسئله به شرح زیر است:فرض کنید سه زندانی B , A و C در سلول‌های جداگانه نگهداری می‌شوند و هر ۳ نفر محکوم به مرگ هستند. قاضی یکی از آن‌ها را به صورت تصادفی انتخاب می‌کند و او را مورد بخشش قرار می‌دهد. زندان‌بان می‌داند که کدام زندانی بخشیده شده ولی حق گفتن آن را ندارد. زندانی A به او اصرار می‌کند که به صورت زیر نام یکی از زندانیانی که اعدام می‌شود را بگوید:
- اگر B بخشیده شده‌است، نام C را بگوید.
- اگر C بخشیده شده‌است، نام B را بگوید.
- اگر خودش بخشیده شده‌است، زندان‌بان یک سکه پرتاب کرده و به تصادف نام B یا C را بگوید.

زندان‌بان می‌گوید که B اعدام خواهد شد. زندانی A از این گفته خوشحال شده و فکر می‌کند که احتمال بخشش او افزایش یافته‌است زیرا اکنون فقط او و C شانس بخشش دارند.A این خبر را به C می‌گوید و او نیز خوشحال می‌شود زیرا فکر می‌کند شانس A ثابت مانده ولی شانس او افزایش یافته‌است. حال کدام یک درست فکر می‌کنند؟
برای پاسخ ابتدا بررسی می‌کنیم که در چه حالت‌هایی زندان‌بان نام B را به عنوان اعدامی می‌گوید:
1. C بخشیده شده‌است. (احتمال این حالت: ۱/۳)
2. A بخشیده شده‌است (احتمال: ۱/۳) و سپس سکه انداخته شده و نام B گفته شده‌است (احتمال: ۱/۲). (احتمال این حالت: ۱/۶)

پس می‌توان نتیجه گرفت که زمانی که زندان‌بان نام B را گفته، احتمال بخشیده شدن C دو برابر احتمال بخشیده شدن A است. این یعنی شانس A برای بخشیده شدن هنوز همان ۱/۳ ولی شانس C برای بخشیده شدن برابر ۲/۳ است.

## بیان ریاضی
برای بیان این مسئله به صورت ریاضی از قانون بیز استفاده می‌کنیم. رخداد a را برابر گفته شدن نام A توسط زندان‌بان (به همین ترتیب b و c) و رخداد A را برابر بخشیده شدن A (به همین ترتیب B و C) در نظر می‌گیریم:
```

  

    

      

        
P

        
(

        
A

        

          
|

        

        
b

        
)

        
=

        

          

            

              
P

              
(

              
b

              

                
|

              

              
A

              
)

              
∗

              
P

              
(

              
A

              
)

            

            

              
P

              
(

              
b

              

                
|

              

              
A

              
)

              
∗

              
P

              
(

              
A

              
)

              
+

              
P

              
(

              
b

              

                
|

              

              
B

              
)

              
∗

              
P

              
(

              
B

              
)

              
+

              
P

              
(

              
b

              

                
|

              

              
C

              
)

              
∗

              
P

              
(

              
C

              
)

            

          

        

      

    

    
{\displaystyle P(A|b)={\frac {P(b|A)*P(A)}{P(b|A)*P(A)+P(b|B)*P(B)+P(b|C)*P(C)}}}

  

 : احتمال بخشیده شدن A در صورت گفتن نام B
```

۱/۳ = {\displaystyle ={\frac {1/2*1/3}{1/2*1/3+0*1/3+1*1/3}}}
```

  

    

      

        
P

        
(

        
C

        

          
|

        

        
b

        
)

        
=

        

          

            

              
P

              
(

              
b

              

                
|

              

              
C

              
)

              
∗

              
P

              
(

              
C

              
)

            

            

              
P

              
(

              
b

              

                
|

              

              
A

              
)

              
∗

              
P

              
(

              
A

              
)

              
+

              
P

              
(

              
b

              

                
|

              

              
B

              
)

              
∗

              
P

              
(

              
B

              
)

              
+

              
P

              
(

              
b

              

                
|

              

              
C

              
)

              
∗

              
P

              
(

              
C

              
)

            

          

        

      

    

    
{\displaystyle P(C|b)={\frac {P(b|C)*P(C)}{P(b|A)*P(A)+P(b|B)*P(B)+P(b|C)*P(C)}}}

  

 : احتمال بخشیده شدن C در صورت گفتن نام B
```

۲/۳ = {\displaystyle ={\frac {1*1/3}{1/2*1/3+0*1/3+1*1/3}}}

## حالات ممکن
همین مسئله را به این صورت فرض می‌کنیم که زندان بان به جای نام بردن یک زندانی که اعدام می‌شود، قرار است وضعیت یک زندانی را مشخص کند. یعنی می‌تواند بگوید که بخشیده شده یا اعدام می‌شود.
حالات ممکن به شرح زیر است:
1. A بخشیده می‌شود و زندان بان می‌گوید: B اعدام می‌شود. (۱/۶)
2. A بخشیده می‌شود و زندان بان می‌گوید: C اعدام می‌شود. (۱/۶)
3. B بخشیده می‌شود و زندان بان می‌گوید: B بخشیده می‌شود. (۱/۶)
4. B بخشیده می‌شود و زندان بان می‌گوید: C اعدام می‌شود. (۱/۶)
5. C بخشیده می‌شود و زندان بان می‌گوید: C بخشیده می‌شود. (۱/۶)
6. C بخشیده می‌شود و زندان بان می‌گوید: B اعدام می‌شود. (۱/۶)

در این مسئله تمام حالات احتمال برابر دارند. حال فرق مسئله سه زندانی با این مسئله در این است که در مسئله سه زندانی امکان این که زندان بان بگوید زندانی بخشیده می‌شود وجود ندارد بنابراین حالت ۳ در حالت ۴ و همچنین حالت ۵ در حالت ۶ ادغام می‌شود.
پس حالات مسئله سه زندانی به صورت زیر است:
1. A بخشیده می‌شود و زندان بان می‌گوید: B اعدام می‌شود. (۱/۶)
2. A بخشیده می‌شود و زندان بان می‌گوید: C اعدام می‌شود. (۱/۶)
3. B بخشیده می‌شود و زندان بان می‌گوید: C اعدام می‌شود. (۱/۳)
4. C بخشیده می‌شود و زندان بان می‌گوید: B اعدام می‌شود. (۱/۳)

- مونتی هال
- سه کارت
- نظریه بازی‌های ترکیبیاتی
- قضیه بیز

1. ↑  https://medium.com/@petergleeson1/the-paradox-of-the-three-prisoners-c8a88fdb67d3
2. ↑  https://www.rediff.com/getahead/column/can-you-solve-the-3-prisoners-problem/20171112.htm

- | - ن - ب - و موضوعات مرتبط با نظریه بازی‌ها | - ن - ب - و موضوعات مرتبط با نظریه بازی‌ها                                                                                                                                                                                                                                                                                                                                                                                                                                                                                                       |
| ----------------------------------------- | --- |
| تعاریف                                    | - بازی بهنجار - شکل گسترده بازی - Graphical game - بازی‌های تعاونی - Succinct game - Information set - Hierarchy of beliefs - Preference |
| مفاهیم تعادل اقتصادی                      | - تعادل نش - زیربازی کامل - Mertens-stable equilibrium - بیزی-نش - بیزی کامل - تعادل کامل لغزش دست - Proper equilibrium - اپسیلون-تعادل - Correlated equilibrium - Sequential equilibrium - Quasi-perfect equilibrium - استراتژی پایدار تکاملی - Risk dominance - هسته - Shapley value - کارایی پارتو - Quantal response equilibrium - Self-confirming equilibrium - تعادل نش قوی - تعادل مارکوف کامل |
| استراتژی                                  | - استراتژی غلبه - استراتژی خالص - استراتژی مختلط - بده‌بستان - استراتژی ماشه - تبانی - استنتاج معکوس - مفهوم راه‌حل - استراتژی مارکو - این به آن در |
| رده‌های بازی                               | - بازی مجموع-صفر - طراحی سازوکار - مسئله چانه‌زنی - بازی پتانسیل - بازی متقارن - بازی با اطلاعات کامل - بازی هم‌زمان - بازی ترتیبی - بازی تکرارشونده - بازی علامت‌دهی - حرف مفت - بازی تصادفی - Large Poisson game - Nontransitive game - بازی‌های جهانی |
| بازی‌ها                                    | - دوراهی زندانی - معمای مسافر - بازی هماهنگی - جوجه - بازی هزارپا - معمای داوطلب - مزایده دلار - نبرد جنسیت‌ها - شکار گوزن - سکه‌های مطابق - بازی آخرین پیشنهاد - سنگ-کاغذ-قیچی - بازی دزدان دریایی - بازی دیکتاتور - بازی کالاهای عمومی - بازی‌های بلوتو - جنگ فرسایشی - مسئله سفره‌خانه - تقسیم کیک - رقابت کورنو - رقابت برتراند - بن بست - Diner's dilemma - حدس دو سوم میانگین - Kuhn poker - مسئله چانه‌زنی - Screening game - پازل زندانیان و کلاه‌ها - بازی دیکتاتور - بازی شاهزاده و هیولا - مسئله مونتی هال - تقسیم منصفانه - هرکی تک بیاره |
| قضیه‌ها                                    | - مینیماکس - تعادل نش - Purification theorem - قضیه عامیانه - اصل آشکارسازی - قضیه عدم امکان ارو |
| افراد مهم                                 | - کنت آرو - روبرت اومان - Kenneth Binmore - Samuel Bowles - Melvin Dresher - Merrill M. Flood - Drew Fudenberg - Donald B. Gillies - جان هارسانی - لئونید هورویچ - David K. Levine - دانیل کاهنمن - هرولد دابلیو کون - اریک ماسکین - Jean-François Mertens - پل میلگروم - اسکار مورگنشترن - راجر میرسون - جان فوربز نش - جان فون نویمان - Ariel Rubinstein - توماس شلینگ - راینهارد سیلتن - هربرت الکساندر سیمون - لوید شپلی - جان مینارد اسمیت - ژان تیرول - Albert W. Tucker - ویلیام ویکری - Robert B. Wilson - Peyton Young                 |
| همچنین ببینید                             | - تراژدی منابع مشترک - Tyranny of small decisions - All-pay auction - لیست بازی‌ها در نظریه بازی‌ها - Confrontation analysis - List of game theorists - نظریه بازی‌های ترکیبیاتی - پارادوکس برتراند |